# Río Jordán
El Jordán (en hebreo נהר הירדן, Nehar HaYarden; en árabe: نهر الأردن, nahr al-Urdunn) es un río de 360 km de longitud total, que ocupa el sector asiático del Gran Valle del Rift, una fractura tectónica del Próximo Oriente que separa la placa africana de la placa arábiga. Nace en la cordillera del Antilíbano, en las estribaciones septentrionales del monte Hermón, desde donde fluye atravesando el sureste del Líbano hacia el sur, entrando en Israel y desembocando en la costa norte del mar de Galilea. Desde este lago desagua cerca de Degania, en la costa meridional del lago, manteniendo su rumbo hacia el sur y uniéndose a su principal afluente, el río Yarmuk. En este trecho el Jordán se convierte en la frontera entre Jordania e Israel, y después entre Jordania y la región palestina de Cisjordania, aumentando notablemente su salinidad hasta su desembocadura final en el mar Muerto. Su cauce tiene la peculiaridad de seguir un trazado muy ajustado a la vertical norte-sur en casi todo su recorrido.
A pesar de sus modestas dimensiones, el Jordán es el río más caudaloso y largo de Tierra Santa, junto con el Orontes. Fue, del mismo modo, escenario de muchos episodios bíblicos.

## Etimología
Jordán (Yarden, Urdunn) procedería de Yard|on que significa «el que fluye hacia abajo» en lenguas semíticas, porque pasa de una altitud en su nacimiento de 520 m s. n. m. a una de 392 m bajo el nivel del mar cuando desemboca en el mar Muerto. Esta raíz aparece también en el nombre de otros ríos de la región como el Yarkon y el Yarmuk. Otra hipótesis lo hace derivar del préstamo egipcio yǝʾor, que significa Nilo en hebreo y que procedería del acadio yar-, yrw, yaru’u, Nilo, corriente, canal.

## Características

### Nacimiento

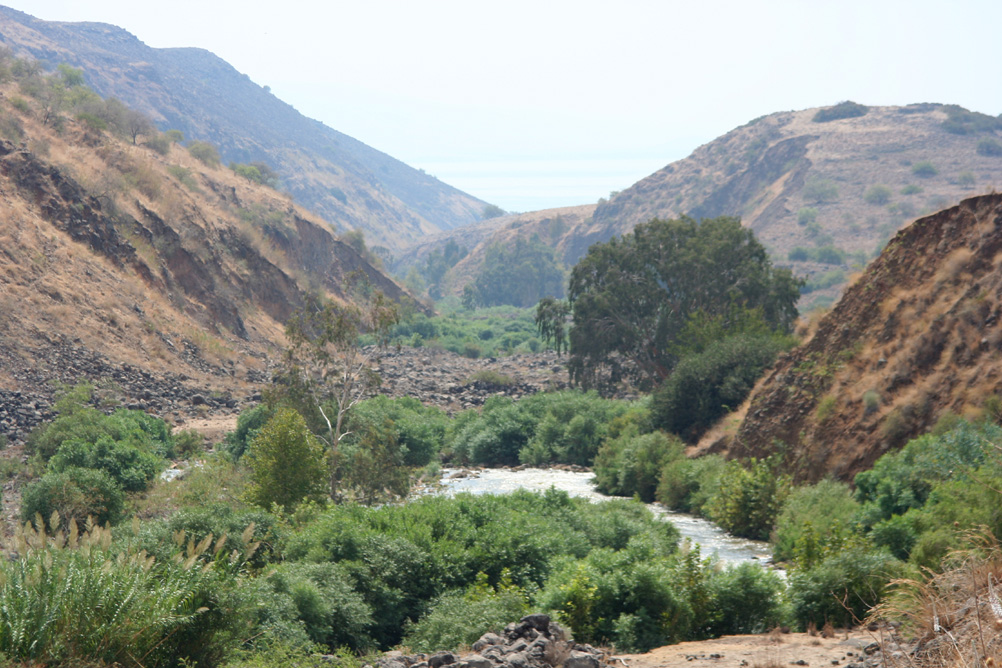
Curso alto del Jordán.

El Jordán nace de la confluencia de tres ríos: el río Hasbani, el río Dan y el río Banias; que se juntan a 5 km al sur de la frontera septentrional de Israel. Todos ellos son de fluir permanente y relativamente estable, con escaso estiaje. La alimentación del Jordán es triple: por un lado, proviene de las precipitaciones, fundamentalmente de invierno; por otro, de las surgencias kársticas de los montes del Antilíbano; y, por último, de la fusión de las nieves del monte Hermón en primavera. El río ofrece así un máximo absoluto en esta última estación, y un máximo secundario invernal, mientras que padece un fuerte estiaje estival.
La característica principal del Jordán, sin embargo, es su progresivo aumento de salinidad en su curso hacia el mar Muerto. De hecho, penetra dulce en el mar de Galilea, pero se saliniza a partir de allí hasta desembocar en el mar Muerto que, con un 380 ‰ de salinidad, es ocho veces más salino que los océanos. Esto sucede por el carácter endorreico de su cuenca hidrográfica.

### Curso
El río desciende rápidamente desde la confluencia de los tres tributarios de su cabecera durante unos 75 kilómetros hacia el pantanoso lago Merom, en el valle de Jule, que está ligeramente por debajo del nivel del mar. Saliendo del lago, continúa descendiendo unos 25 kilómetros hasta el mar de Galilea. Su sección al norte del mar de Galilea (o lago Kineret, כינרת) define el margen occidental de los Altos del Golán, arrebatados por Israel a Siria en 1967 y anexionados en 1981. Al sur del lago, forma la frontera entre Jordania e Israel, y luego entre Jordania y Palestina en Cisjordania. La última sección, que tiene menor pendiente y lento discurrir, continúa su curso con multitud de meandros antes de entrar al mar Muerto, que está a unos 400 metros bajo el nivel del mar y no tiene salida. Dos de los principales afluentes entran desde el este durante esta última fase: el río Yarmuk, que sirve de frontera entre Siria y Jordania, y el río Zarqa, situado enteramente en Jordania.
La distancia, en línea recta, desde el monte Hermón hasta su desembocadura en el mar Muerto es 215 km, pero tomando en cuenta sus múltiples quiebros mide unos 360 km. La anchura media del río es de 27 a 45 m y su profundidad de 1,5 a 3,5 m.

## Cristianismo
Según el Evangelio de Marcos, fue el río donde fue bautizado Jesucristo. San Marcos relata en sus evangelios ese hecho de la siguiente manera: "Y sucedió en aquellos días que Jesús vino de Nazaret de Galilea, y fue bautizado por Juan el Bautista en el Jordán. E inmediatamente, al salir del agua, vio que los cielos se abrían, y que el Espíritu descendía sobre Él en apariencia de paloma; y vino una voz de los cielos, que decía: “Tú eres mi Hijo amado, en Ti me he complacido”.